# Gisela Elsner
Gisela Elsner (2 de mayo de 1937 - 13 de mayo de 1992) fue una escritora nacida en Núremberg, Alemania.

## Biografía
De familia acomodada, Gisela Elsner fue alumna del Instituto secundario Maria Ward, de Núremberg en el cual a sus 20 años de edad logró su bachillerato. Después estudió filosofía, germanística y ciencia de teatro. Pasó parte de su vida tanto en Núremberg como en Múnich, Viena, Londres, París, Roma y Nueva York. 
Su obra Die Riesenzwerge (Los enanos gigantes) publicada en 1964 la hizo muy popular. Dicha obra mereció gran interés de los medios de información en Alemania. Su crítica a la hipocresía en sectores de la sociedad alemana de la posguerra mundial generó mucha controversia en los países de cultura y habla alemana. Ella vivió intensamente la tensión de provenir de una familia de la burguesía alemana y la aspiración de ser solidaría con los más marginados y oprimidos de las sociedades europeas. 
Gisela Elsner publicó nueve novelas, dos libros de cuentos, un libro de ensayos, entre otras creaciones. Formó parte del grupo de escritores alemanes conocidos como "Grupo 47" y fue miembro activo del Pen Club de Escritores de Alemania.
Fue miembro del partido comunista alemán y tuvo muchas simpatías por la vida en la antigua República Democrática Alemana.
Los últimos dos años de su vida atravesó dificultades financieras. En 1991 la ciudad de Núremberg le otorgó el Premio de contribución a la cultura y a la ciencia.
Terminó con su vida en una clínica de Múnich, tras pasar un tiempo bajo depresión. La película Umnachtung (Trastorno mental) está basada en su vida.

## Algunas publicaciones
- Triboll, 1956 (con Klaus Roehler)
- Die Riesenzwerge, 1964
- Der Nachwuchs, 1968
- Das Berührungsverbot, 1970
- Herr Leiselheimer und weitere Versuche, die Wirklichkeit zu bewältigen, 1973
- Der Punktsieg, 1977
- Die Zerreißprobe, 1980
- Abseits, 1982
- Die Zähmung, 1984
- Das Windei, 1987
- Friedenssaison, 1988 (Livret; Musique: Christof Herzog)
- Gefahrensphären, 1988
- Fliegeralarm, 1989,
- Wespen im Schnee, Berlín 2001 (con Klaus Roehler)
- Heilig Blut, 2007
- Otto, der Grossaktionär, 2008
- Flüche einer Verfluchten - Kritische Schriften I,  2011
- Im literarischen Ghetto - Kritische Schriften II, 2011
- Versuche, die Wirklichkeit zu bewältigen. Gesammelte Erzählungen Band 1, 2012
- Zerreißproben. Gesammelte Erzählungen Band 2, 2012